# Neumann-Gruppe
Die Neumann-Gruppe war eine rechtsextremistische  Terrororganisation in Deutschland, die ab Ende 1973 für einige Monate bestand.

## Geschichte
Die Neumann-Gruppe war eng mit der NS-Kampfgruppe Mainz verbunden, einer neonazistischen Organisation, die 1969 von dem Ehepaar Kurt und Ursula Müller sowie ihrem Sohn Harald Müller gegründet wurde. Alle drei waren Mitglieder der NPD bzw. der Jungen Nationaldemokraten. Die NS-Kampfgruppe, in der neben der Familie Müller weitere, meist jugendliche Personen organisiert waren, beging gemeinsam mit dem Rechtsterroristen Manfred Roeder einen Überfall auf eine Auschwitz-Ausstellung in West-Berlin.
Der Gruppe, als deren Rädelsführer Hans Joachim Neumann galt, gehörten u. a. Harald Müller, der Bundeswehrunteroffizier Willi Wegner und der Beamte Ralph Ullmann an. Neumann, ein ehemaliger Polizeischüler und Offiziersanwärter aus Hamburg, hatte u. a. bei einem konspirativen Treffen in Marburg an der Lahn sowie auf Veranstaltungen des Bundes Heimattreuer Jugend und der Jungen Nationaldemokraten nach Neonazis gesucht, die sich an der Bildung einer Untergrundorganisation beteiligen wollten, um den „Volkskörper als Ganzes ... notfalls mit der Waffe zu schützen“. Zuvor war Neumann 1970 als Mitbegründer einer neonazistischen Organisation aufgetreten, die sich NSDAP München nannte. Neumann beabsichtigte, „kleine Gruppen von deutschen Nationalsozialisten zu sammeln“ und „die Zerstörer und Hasser aller Ordnung und alles völkischen Daseins“ auszuschalten. Seine Ziele legte Neumann in einem Buchmanuskript nieder, das den Titel Das Vierte Reich trug.
Die Gruppe plante die Entführung des Nazijägers Simon Wiesenthal. Zur Ausführung gelangten aber nur verschiedene antisemitische Schmierereien, Sachbeschädigungen, ein Waffendiebstahl und eine Brandstiftung.
Auf dem jüdischen Friedhof in Göttingen warfen Neumann, Wegner und Ullmann im Frühjahr 1974 zwanzig Minuten lang etwa 100 Grabsteine um. Neumann sagte später bei seiner Vernehmung in der Untersuchungshaft, den Friedhof aus „Idealismus“ verwüstet zu haben. Ebenfalls in Göttingen verschütteten die drei Neonazis den Inhalt eines Fünf-Liter-Benzinkanisters im Lagerraum der linken Buchhandlung Polibula. Wegner zog sich Verbrennungen im Gesicht zu, als er das Benzin anzündete. In der Mainzer Innenstadt sprühte Neumann gemeinsam mit Harald Müller antisemitische Parolen auf Rathaustüren und Parkbänke. Auf dem jüdischen Friedhof in Mainz beschmierten Neumann und ein weiteres Mitglied der Gruppe insgesamt 108 Grabsteine mit Hakenkreuzen.
Wegner brach in eine Zollbaracke nahe Schöningen (an der Grenze zur DDR) ein und stahl acht Maschinenpistolen vom Typ MP 5, die er in einer Höhle bei Bad Sachsa im Harz versteckte. Weitere Waffenlager der Gruppe bestanden bei Harald Müller in Mainz, wo später drei Gewehre, zwei Gaspistolen, 2600 Schuss Munition, acht Dolche, Schlagstöcke und ein chemisches Labor gefunden wurden, und bei Wegner in Soltau, der zwei Gewehre, zwei Pistolen, einen Schießkugelschreiber und zwei Funkgeräte aufbewahrte. Die Waffen sollten „im Falle eines kommunistischen Aufstands“ an Gesinnungsgenossen der Neonazis verteilt werden.

## Strafverfahren
Der Verfassungsschutz stufte die Gruppe zunächst als „harmlose Spinner“ ein und wollte später „Parallelen zu Baader-Meinhof“ erkennen. Im April 1974 konnte die Gruppe nach Hinweisen des Verfassungsschutzes endlich von der Kriminalpolizei ausgehoben werden. Ein halbes Dutzend ihrer Mitglieder wurde verhaftet. Neumann gelang es, sich nach einem Monat in Untersuchungshaft nach Südafrika abzusetzen. Ullmann und Wegner wurden Ende 1976 wegen Sachbeschädigung, schweren Diebstahls und Brandstiftung verurteilt. Den Vorwurf auf Bildung einer kriminellen Vereinigung ließ das Gericht fallen. Nur Wegner musste eine Haftstrafe absitzen, Ullmanns Strafe wurde zur Bewährung ausgesetzt. Harald Müller wurde nicht belangt.